# Peli Romarategui
Peli Fernández de Romarategui Lanas Bengoa Ruiz de Gordoa (Vitoria, 30 de enero de 1922 - 15 de enero de 2023) fue un misionero seglar español, que ha dejado como legado obra religiosa en madera, vidrio y cerámica. Entre sus trabajos destacan el mosaico del presbiterio del Santuario de Urkiola en Abadiano (Vizcaya) y el mosaico y el vitral de la Iglesia de Pedernales en Ecuador.

## Biografía
Peli Romarategui nació en el piso tercero del número 107 de la calle Herrería de Vitoria, en el seno de una familia religiosa y abertzale de la Llanada Alavesa. Hijo de Elena y Evaristo, fue el menor de cinco hermanos (Isabel, Kekile, Gergore, Julen Sabin). Su crianza y educación en una familia humilde le llevaron a vivir una vida religiosa, austera y trabajadora, y a sintonizar con los anhelos de libertad de su pueblo vasco y de todos los pueblos y de sus culturas.
Estudió en las escuelas del Campillo y en la del Camino de Ali, en Vitoria. Posteriormente, estudió en la Ikastola de STV (Solidaridad de Trabajadores Vascos), hasta la llegada de la Guerra Civil en 1936. De 1934 a 1938 asistió a la Escuela de Artes y Oficios.
Comenzó a trabajar a los 14 años para ayudar a la economía familiar como botones y recadista. Desde los 16 hasta los 32 años trabajó en una empresa familiar de ebanistería, carpintería y decoración.
Entre 1943 y 1946 (sus 21 y 24 años), realizó el servicio militar en Burgos donde trabajó en la carpintería de la sección de automovilismo. Esta experiencia incrementó su aversión a lo militar.
Era aficionado a las danzas vascas, recorrió con sus amistades la mayor parte de las montañas del País Vasco e hizo rutas en bicicleta.

### Trayectoria de compromiso social
Desde su juventud se caracterizó por su compromiso social. En su condición de obrero, orientó su vida al servicio de las demás personas. Participó en las Juventudes de Acción Católica y formó parte de un círculo de amigos con quienes maduró y vivió sus compromisos religiosos, sociales y políticos. Se pusieron al servicio de las personas más marginadas y necesitadas con el método de acción-reflexión. Este compromiso le llevó, junto a sus compañeros, a realizar acciones de servicio concretas (visitas a personas enfermas, ayudas de comida y ropa, búsqueda de trabajo para personas emigrantes y búsqueda de escuelas para sus criaturas...). Participaban también en actividades culturales, artísticas, deportivas. Y dedicaban tiempo a la reflexión, la formación y al estudio.
A partir de 1944 perteneció a un grupo de bosketos, un grupo de base con cinco miembros, con un jefe, que luchaba en pro de las libertades vascas. Sufrió agresiones por parte de las autoridades franquistas y estuvo en la cárcel unos dos años por realizar varias acciones en un acto de homenaje a Francisco de Vitoria, organizado por la Diputación Foral de Álava, para mostrar a las personalidades participantes la opresión en la que vivía el pueblo vasco. Estando en la cárcel aprendió euskera, dio clases de perspectiva de dibujo, y maduró la decisión de ir como misionero. Formó parte del grupo misionero vasco en Ecuador durante 33 años.

### Trayectoria artística
Su padre le transmitió la afición por la ebanistería. Su afición por la madera, le llevó años después, cuando ya se encontraba en Ecuador y tenía alrededor de cuarenta años, a dedicarse al arte como una forma de vivir el amor a las personas pobres, realizando murales y vitrales artísticos.
En el mosaico su maestro fue José Luis Iriondo, padre franciscano que le proporcionó las técnicas elementales y los bocetos para realizar sus primeras obras en la Iglesia de Ventanas en Los Ríos (Ecuador). Se perfeccionó visitando distintos talleres de mosaico y llegó, pasados los sesenta y cinco años, a los talleres vaticanos donde descubrió nuevas técnicas.
En los vitrales sobre estructura de hormigón, su maestro fue el sacerdote y arquitecto Antonio Pérez de San Román. Estuvo en Madrid con los hermanos Atienza, vitralistas y fabricantes de dallas de vidrio. Perfeccionó la técnica de los vitrales con dallas sobre cemento en la fábrica de los hermanos Cañada en Bilbao, quienes le orientaron, le ayudaron y le regalaron material para sus trabajos. 
Para aprender esmaltes cerámicos estuvo en Sarriá, Barcelona, en la casa de la ceramista Valentina Segarra. La técnica de los esmaltes sobre metal la aprendió en la Escuela Massana, de Barcelona.
En sus construcciones de luz y color levantadas en los suburbios de Guayaquil, en las playas de San Vicente y Pedernales, en las tierras de El Oro y Los Ríos en Ecuador resuena el eco de la vida y la teología de la liberación. En sus murales se recrea la realidad de las comunidades cristianas, sus luces y sombras a sus esfuerzos por engendrar, en medio de la pobreza, sus sueños de libertad.
Ha realizado más de 180 obras, trabajando con madera, cerámica, esmalte, cobre, vidrio, mosaico, turquesa, coral o tagua.

## Obra

### América Latina
Cuando le propusieron colaborar en la construcción de las iglesias, escuelas y otros centros de asistencia que las misiones vascas fueron proyectando en los territorios de misión que la Santa Sede concedió por primera vez en la Historia de la Iglesia a una diócesis, la motivación que le dieron fue que «ante la imposibilidad de ofrecer obras de arte de afamados artistas a los pobres de aquellas tierras, qué menos que darles y hacerles algo digno para sus iglesias». Esos vitrales y mosaicos que Romarategui fue confeccionando con paciencia y esmero en Los Ríos, Tungurahua y Manabí, son hoy obras de arte reconocidas.
Entre sus muchas obras destacan el mosaico de la Iglesia María Auxiliadora de Pedernales, recuperado tras su destrucción en el terremoto del 16 de abril de 2016. En la Iglesia de Pedernales se encuentra también otra de sus obras destacadas en vidrio, el vitral del Cristo resucitado, al amanecer o en el crepúsculo, sus colores adquieren su máximo equilibrio. Vitral y mosaico, fueron hechos en Bahía por el dibujante y sacerdote José María Muñoz y Romarategui como artesano.
En la iglesia de San Vicente en Manabi, Muñoz y Romarategui compartieron también las labores de diseño y elaboración artesanal de mosaicos y vitrales.
Otras de sus creaciones religiosas se encuentran en iglesias de los suburbios de Guayaquil: el Santuario de Nuestra Señora del Cinto (Quito), Iglesia de Bahía de Caráquez, Santuario de la Virgen del Cinto (Mena 2, Quito Sur).
En la Universidad Técnica Particular de Loja hizo un mural de mosaico con el tema de "Los Oficios y las Artes" y también hizo otro en el Sindicato de Artesanos de Bahía de Caráquez.

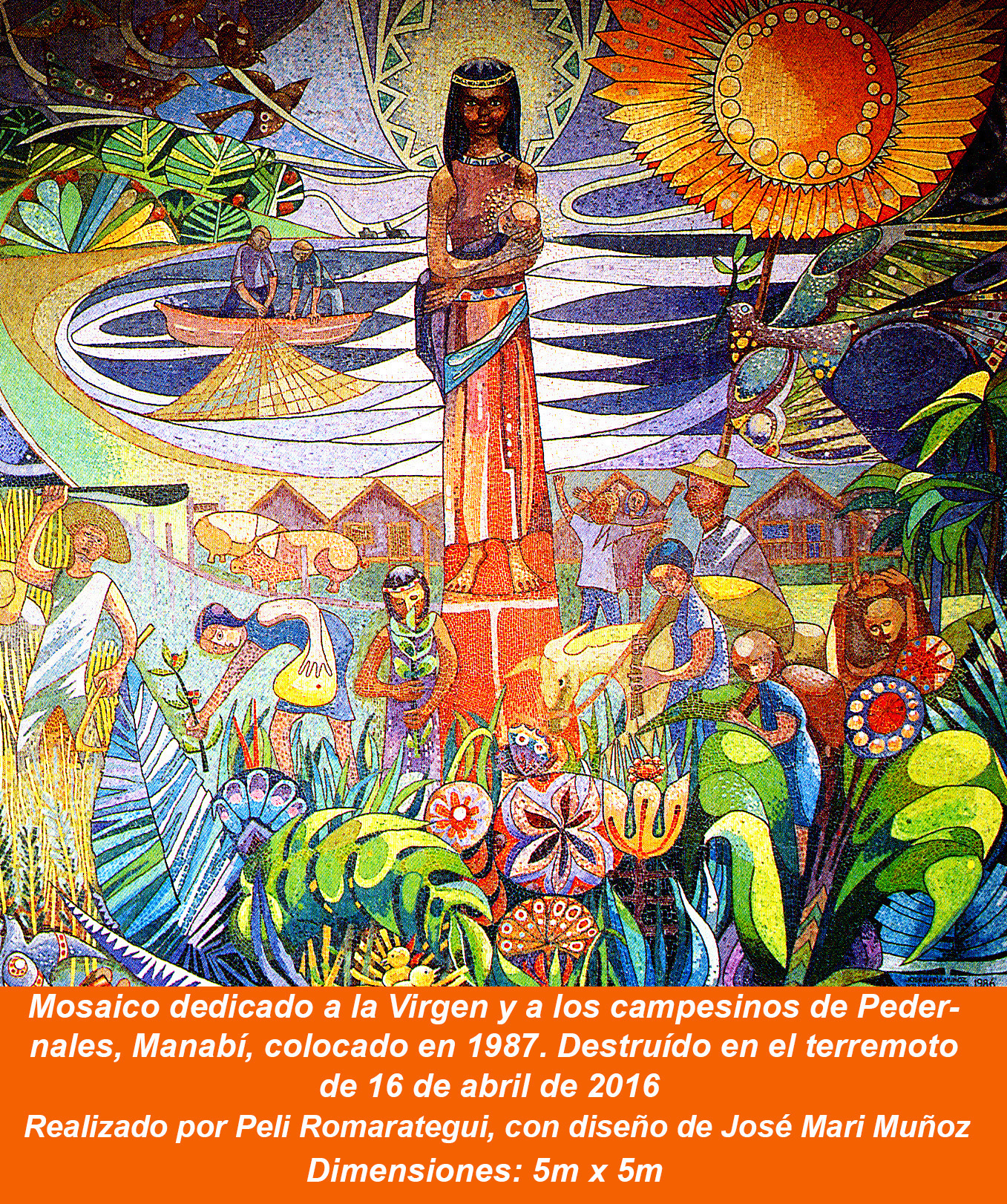
Mosaico dedicado a la Virgen y a los campesinos de Pedernales, 1987
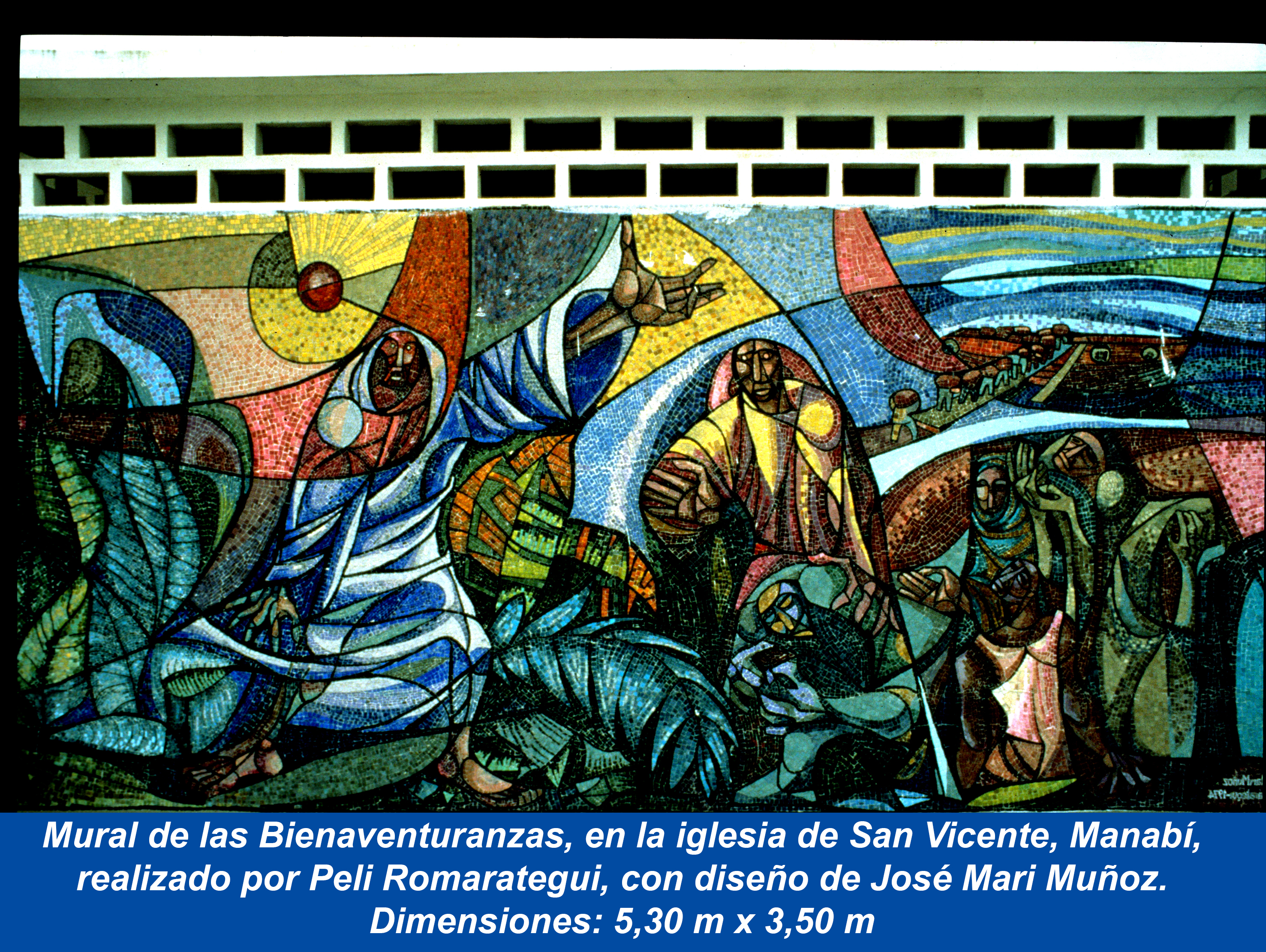
Mural de las Bienaventuranzas, en la iglesia de San Vicente, Manabí,
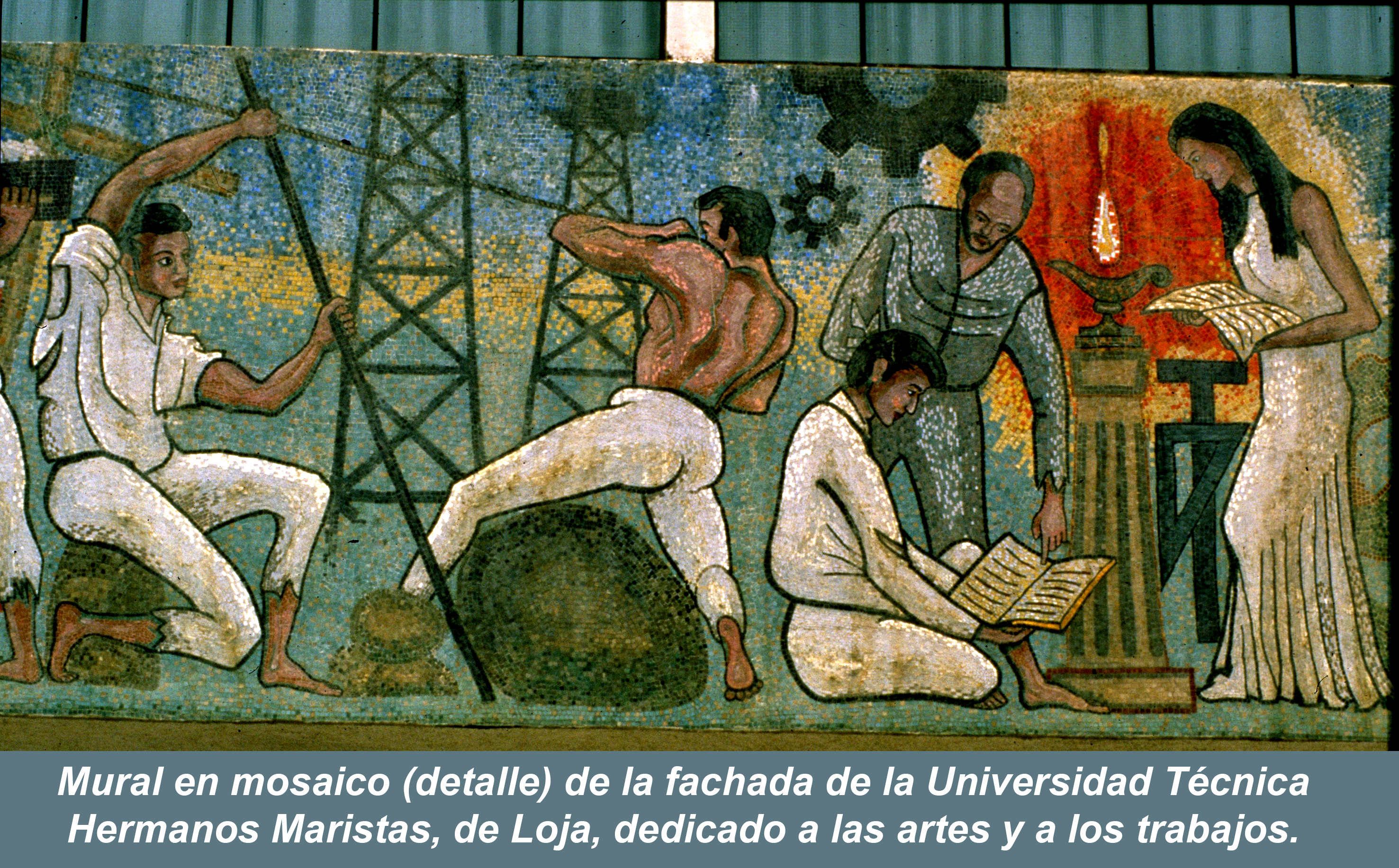
Mural en mosaico en la Universidad Técnica Particular de Loja

### País Vasco
En el año 1996 se inauguró el mosaico del altar mayor del Santuario de Urkiola en Abadiño (Bizkaia), diseñado por José María Muñoz y realizado por Romarategui. Ocupa 170 m² y tiene más de 850 000 piezas que fueron realizadas en el propio santuario. Su construcción duró más de 2 años. También construyó, en un taller en el propio santuario, 14 de los vitrales del Santuario de Urkiola, diseñados por Muñoz. Vidrieras de las puertas de acceso del Santuario que se muestra la silueta del santuario u otras ermitas. Al lado de la sacristía y de la capilla, así como sobre el coro, hay conjuntos de vidrieras que representan la vegetación natural del entorno. En ellas se muestran diferentes especies de árboles y plantas. Vidrieras de las paredes: hay varios conjuntos de vidrieras que cierran las diferentes aperturas en las paredes. Sobre las paredes laterales hay cuatro vidrieras que muestran sendos motivos de los cuatro elementos, el agua, el aíre, el fuego y la tierra.
También realizó el mosaico para la Residencia Sacerdotal de San Antonio de Vitoria, o el cartel del LV Congreso Nacional Belenista en Vitoria en 2017. Y cerca de sus 100 años sigue haciendo pequeñas obras como el mosaico de San Francisco para la Asociación Belenista de Álava, o Santa Clara para las Clarisas.

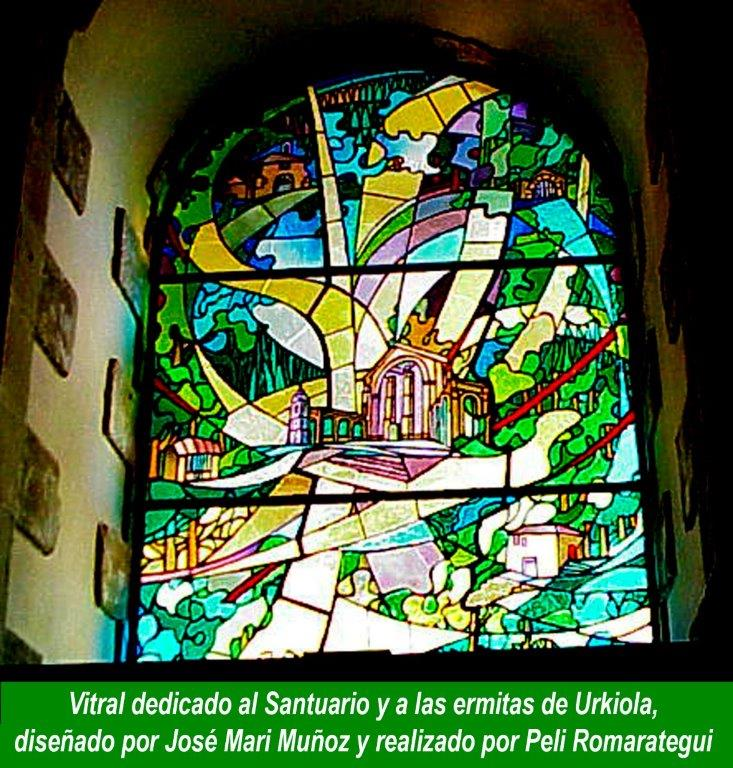
Vitral dedicado al Santuario de Urkiola y a las ermitas de la zona - Muñoz y Romarategui
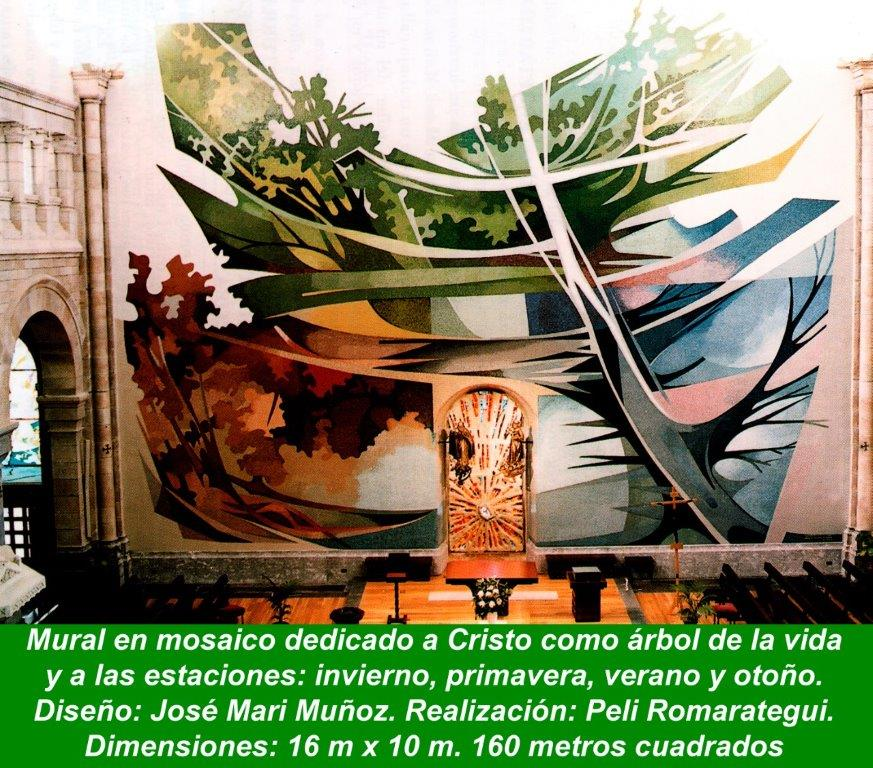
Cristo como árbol de la vida y las estaciones - Muñoz y Romarategui
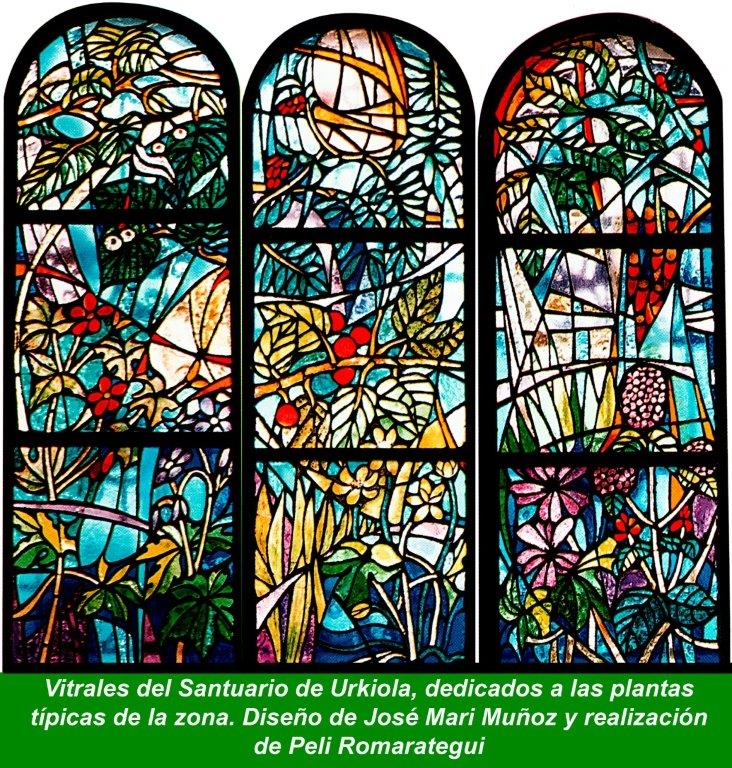
Vitrales dedicados a las plantas típicas de la zona - Muñoz y Romarategui
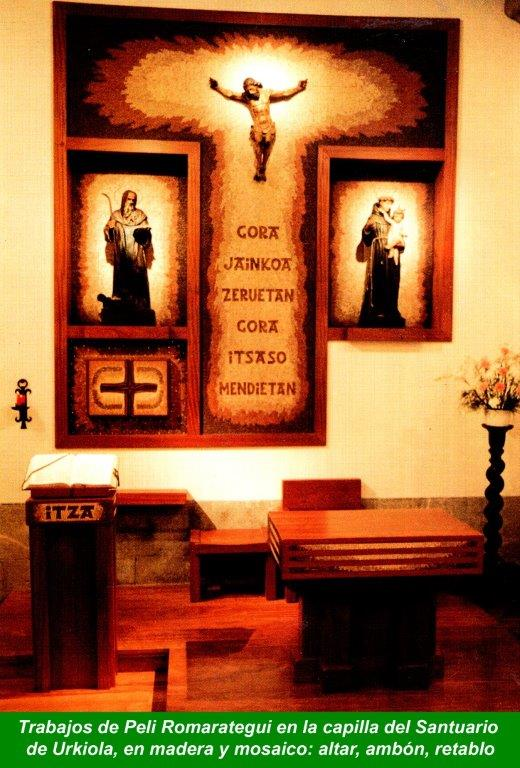
Trabajos en madera y mosaico en el Santuario de Urkiola

## Premios y reconocimientos
- 2020 la Diputación Foral de Álava reconoció su trayectoria artística en la gala anual de premios Blas Arratibel que reconocen la trayectoria artesanal de alaveses y alavesas.[15][16]
- 2022 Homenaje por el centenario de su nacimiento en la iglesia de Caráquez (Ecuador), en la localidad de Pedernales.[4]
- 2022 Exposición fotográfica en el Centro de Exposiciones Fundación Vital de Vitoria con más de un centenar de imágenes que recoge su vida y obra.[17]
- 2022 Homenaje por el centenario de su nacimiento en el Seminario Diocesano de Vitoria.[18]
- 2022 Libro 'Ecuador-Urkiola. La cara oculta de la belleza' escrito por Juan Ramón Etxebarria para conmemorar el centenario del nacimiento de Peli Romarategui.[19]